# Gynoplistia nigrithorax
Gynoplistia nigrithorax là một loài ruồi trong họ Limoniidae. Chúng phân bố ở miền Australasia.